# Trường đua Colombo
Trường đua Colombo là một trường đua khai thác đua ngựa ở Cinnamon Gardens, Colombo, Sri Lanka. Trong Chiến tranh thế giới thứ hai, sân được sử dụng như một sân bay tạm thời. Năm 2012, sân được tái phát triển thành Khu liên hợp thể thao Trường đua Colombo để trở thành sân vận động rugby union quốc tế đầu tiên ở Sri Lanka. Sân đã tổ chức tất cả các trận đấu trên sân nhà của đội tuyển rugby union quốc gia Sri Lanka.
Vào năm 2014, sân đã trải qua một cuộc cải tạo lớn, bao gồm lắp đặt đèn pha và chuyển đổi một phần đáng kể của khán đài thành khu phức hợp mua sắm và ăn uống.

## Lịch sử

### Đua ngựa
Chính thức khánh thành cho đua ngựa vào năm 1893 sau khi sân được chuyển từ Trường đua Colpitty, đây là một trong những trường đua tốt nhất về thiết kế, cơ sở vật chất và kích thước ở miền Đông. Vào năm 1922, một bảng tote được lắp đặt tại trường đua, trở thành trường đua đầu tiên ở miền Đông có bảng tote.
Câu lạc bộ Turf Colombo có trụ sở tại đây với khán đài riêng và nhà câu lạc bộ bên cạnh khán đài lớn.

### Sân bay

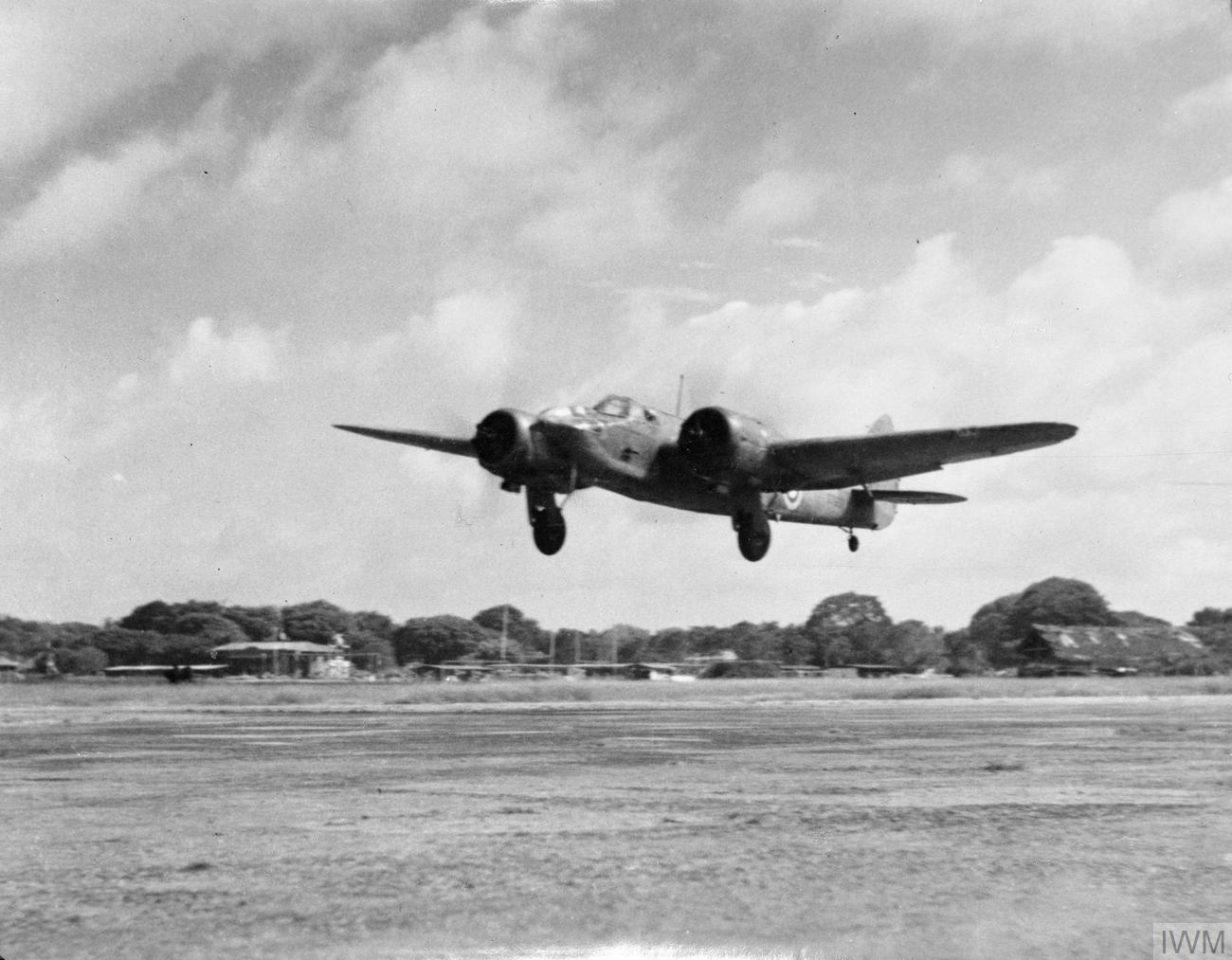
Một máy bay ném bom của RAF cất cánh từ trường đua Colombo ở Ceylon trong chiến tranh.

Cuối năm 1941, Chiến tranh thế giới thứ hai bắt đầu ở miền Đông. Sau khi Singapore sụp đổ, Trạm Đông Ấn của Hải quân Hoàng gia Anh được chuyển đến Colombo và sau đó đến Trincomalee. Đô đốc Sir Geoffrey Layton được bổ nhiệm làm Tổng tư lệnh, Ceylon cùng với Đại tướng Không quân Hoàng gia Anh John D'Albiac làm sĩ quan chỉ huy không quân, Không đoàn RAF số 222 đóng tại Ceylon. Lệnh được đưa ra để xây dựng một sân bay tại Trường đua Colombo. D S Senanayake, Bộ trưởng Nông nghiệp và Đất đai (sau này là Thủ tướng đầu tiên của Ceylon) được giao nhiệm vụ xây dựng sân. Sân bay chỉ bao gồm một đường băng duy nhất, trụ sở nhà ga và các sĩ quan lộn xộn được dựng lên trong các ngôi nhà gỗ ở Cinnamon Gardens và được phục vụ bởi một bệnh viện quân y mới thành lập trong khuôn viên của Đại học Hoàng gia Colombo.
Hai phi đội của Không quân Hoàng gia Anh đóng tại trường đua này. Đó là Phi đội RAF số 258 với Hawker Hurricane và Phi đội RAF số 11 với Bristol Blenheim. Khi cuộc đột kích vào Chủ nhật Phục sinh xảy ra, quân Nhật Bản đã ném bom xuống các đơn vị RAF tại RAF Ratmalana nhưng đã vượt qua Đường băng Trường đua mà không hề biết nó tồn tại. Điều này cho phép các tàu của Phi đội số 11 triển khai và đánh chặn các máy bay đột kích của Nhật Bản.
Hải quân Hoàng gia Anh cũng thành lập một Trạm Hàng không Hải quân Hoàng gia Anh (RNAS) tại đây trong suốt thời gian diễn ra chiến tranh với tên gọi HMS Bherunda. Phi đoàn Hải quân 882 đóng tại đây.

### Bỏ hoang
Sau khi chiến tranh kết thúc, sân bay bị dỡ bỏ, trường đua được chuyển trở lại thành trường đua ngựa. Điều này đã bị ảnh hưởng lớn sau khi cờ bạc và cá cược bị cấm ở nước này vào năm 1956. Điều này dẫn đến việc đua ngựa bị dừng hoàn toàn ở Colombo sau đó cùng với Trường đua Nuwara Eliya (mở cửa trở lại vào năm 1981).
Trường đua Colombo, Câu lạc bộ Turf Colombo và các khu đất của khu liên hợp đã được chính phủ tiếp quản và phần đất rộng lớn của khu liên hợp này được phân chia và phân phối cho các cơ quan chính phủ. Phần phía nam thuộc Đại học Colombo, phần phía bắc thuộc Cục Lưu trữ Quốc gia trong khi các phần khác đến Khu liên hợp thể thao Đại học Hoàng gia, Câu lạc bộ Cricket và Thể thao Bloomfield và các cơ quan thể thao.
Khán đài chính và các tòa nhà của Câu lạc bộ Turf Colombo đã bị bỏ hoang và được sử dụng cho các mục đích khác nhau. Quân đội Sri Lanka thỉnh thoảng sử dụng sân như một nơi đồn trú tạm thời cũng như Không quân Sri Lanka sử dụng phần đất còn lại của trường đua để hạ cánh máy bay trực thăng.

### Khu liên hợp thể thao Trường đua Colombo

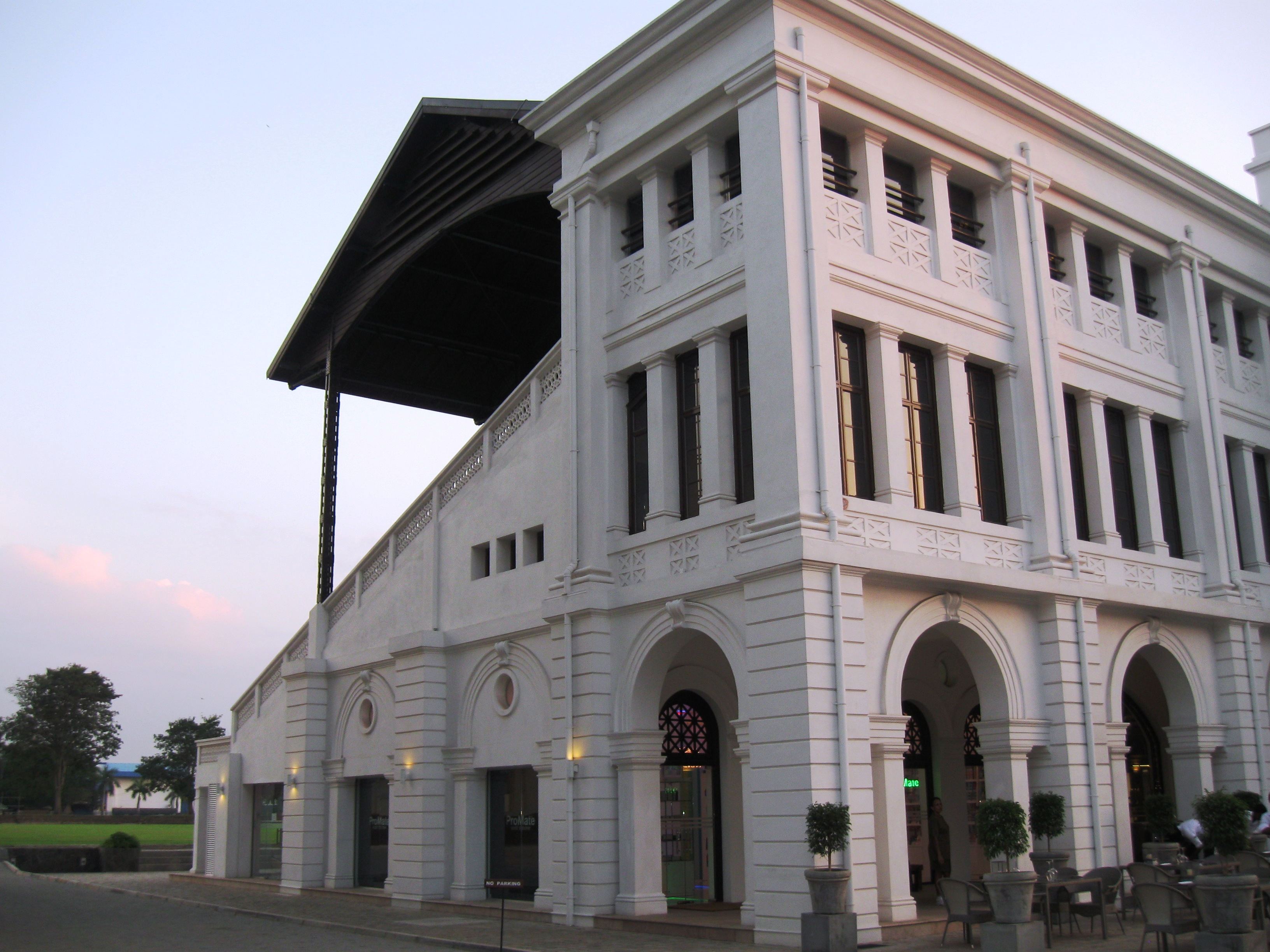
Trường đua Colombo

Vào năm 2011, Cơ quan Phát triển Đô thị đã bắt đầu cải tạo khán đài chính và các tòa nhà của Câu lạc bộ Turf Colombo. Khán đài chính và các tòa nhà được cải tạo bởi Trung đoàn Dịch vụ Kỹ sư 6 và Cục Tư vấn Kỹ thuật Trung ương. Phần còn lại của trường đua được tái phát triển thành các sân rugby union quốc tế đầu tiên của Sri Lanka.